# Hattenrod
Hattenrod ist ein Ortsteil der Gemeinde Reiskirchen im mittelhessischen Landkreis Gießen. Der Ort liegt südöstlich des Hauptortes in Oberhessen. Im Ort treffen sich die Landesstraße 3355 und die Kreisstraße 152.

## Geschichte

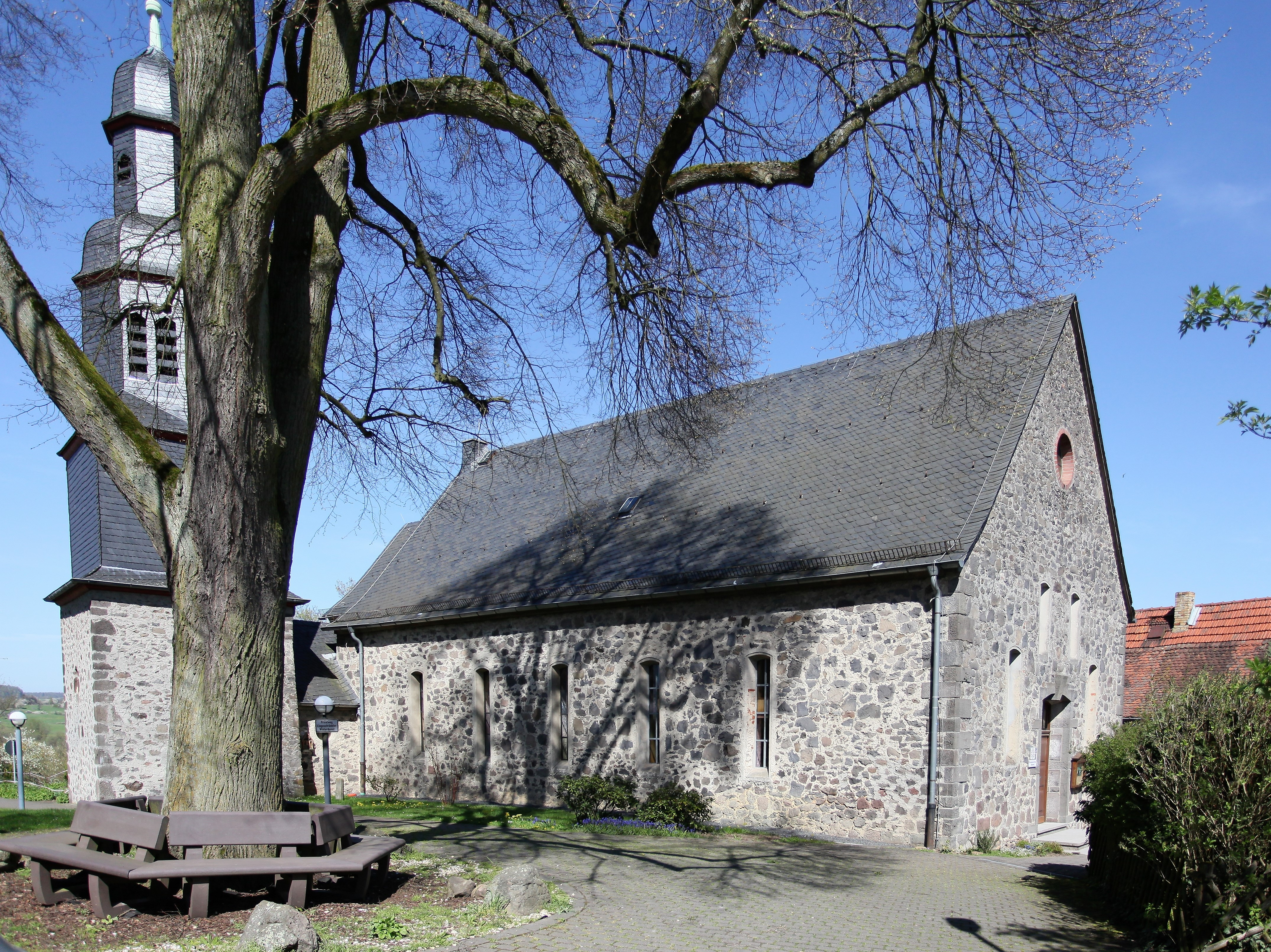
Hattenrod Evangelische Kirche

### Ortsname und Ersterwähnung
Hattenrod gehört zu den Orten, die auf -rod enden. Diese sind in der zweiten mittelalterlichen Rodungsperiode um 1100 entstanden. Der Ortsname wird in der Forschung als Ort des Haddo gedeutet.
Die älteste bekannte schriftliche Erwähnung erfolgte unter dem Namen Hattenroht erst im Jahr 1226 in einer Urkunde der Stadt Wetzlar. In erhaltenen Urkunden späterer Jahre erschien der Ortsname in wechselnder Schreibweise (in Klammern das Jahr der Erwähnung): Sifridus de Hattinrode (1237), In einem Kopiar 1238 Sifridus de Haddenrode. Hatteroth (1239), Hatthenroth (1248/1249), Hatterode (1257), Attenrode (1277), Hattenrode (1285) und 1311 in villa Hattenroide. Hier wird erstmals die Siedlungsform villa genannt.
Die meisten Belege betreffen die niederadligen Ritter von Hattenrod.

### Klosterbesitz
Seit dem 13. Jahrhundert besaßen mehrere Klöster der Umgebung Höfe und Einkünfte in Form von Abgaben in Hattenrod. Diese Klöster waren
- das Prämonstratenserkloster Wirberg, seit 1286 Kloster der Augustinischer Orden. 1289 besaß das Kloster Wirberg Güter zu Hattenrod, die aus einer Schenkung Heinrichs von Seligenstadt stammten.[8] Dietrich, Sohn des Ingebrand von Hattenrod, verzichtete 1311 auf das Gut gegenüber der Linde im Dorf Hattenrod, das sich bis dahin im gemeinsamen Besitz von Kloster Wirberg und der Ritter von Hattenrod in Besitz hatten. Petrissa, die Witwe des Ritters Ingebrand von Hattenrod, bekundete 1324 dass das Kloster Wirberg ihr zwei Güter im Dorf Hattenrod zu Landsiedelrecht geliehen hatte.[9]

- das Kloster Arnsburg der Zisterzienser. Die Besitzungen des Klosters in Hattenrod rühren von einem Verkauf und zwei Schenkungen des 13. und 14. Jahrhunderts her. Siegfried, der Sohn des Ritters Werner von Hattenrod,  verkaufte 1239 dem Kloster Arnsburg zwei Höfe in Hattenrod.[10]  1295 schenkte Ritter Eberhardt von Heuchelheim seine Güter zu Hattenrod Kloster Arnsburg.[11]  1317 schenkte der frühere Friedberger Bürger und spätere Arnsburger Priester Angelus de Sassin seine Güter in Hattenrod dem Kloster Arnsburg.[12]

- das Stift Zelle der Augustinerinnen. 1285 versprach Burkhard, gen. Fraz von Linden, den Chorfrauen auf den Schiffenberg einen Zins, den ihnen seine Eltern und sein Bruder zu Hattenrode vermacht hatten.[13]

- Mitte 14. Jahrhundert verfügte das Stift St. Johann zu Mainz Einkünfte von 7 Schilling, einer Gans und einem Huhn zu Hattenrod.[14]

- das Antoniterkloster Grünberg. 1459 verkauften Heinrich von Weitershausen und Frau, 1491 Johann von Storndorf und Frau, 1498 Kaspar von Trohe, 1502 Johann von Storndorf und Wilhelm von Weitershausen ihren erblichen Anteil an der mainzischen Pfandschaft an die Antoniter zu Grünberg.[15]

Ritter Gerand Rau von Holzhausen vermachte 1420 den Grünberger Antonitern seinen freien Hof zu Hattenrod. 1495 verkaufte Adolf Rau von Holzhausen den Antonitern eine Gülte aus seinem Hof zu Hattenrod. Das Kloster Arnsburg verkaufte 1489 seinen Besitz (8 Beständer) in Hattenrod den Antonitern. 1491 bezog Kloster Grünberg Einkünfte von 7 Beständern in Hattenrod.

### Spätmittelalter und Neuzeit
Das Erzstift Mainz war bis 1347 im Besitz des Zehnten zu Hattenrod. Den Zehnten verpfändeten diese an Johann von Bellersheim.
1459 verkaufte Heinrich von Weitershausen seinen Anteil am Zehnten zu Hattenrod an die Antoniter.
1526 kaufte Graf Philipp von Solms-Lich von Ludwig Holzapfel von Vetzberg und Philipp Grorod, 1527 von den Rau von Holzhausen Anteile an Hattenrod. Bereits zuvor hatten die Antoniter von Grünberg Graf Philipp ihre Einkünfte in Hattenrod verkauft.
Der Vorgängerbau der Evangelischen Kirche des Orts wurde im 14. Jahrhundert erbaut. Erhalten sind heute der spätgotische Turmschaft aus dem 14. oder 15. Jahrhundert und der dreigeschossige Helmaufbau von 1706. Das Kirchenschiff wurde 1947 wegen Baufälligkeit abgerissen und durch einen Neubau ersetzt, der Ostern 1952 eingeweiht wurde. Bedeutend ist der spätgotische bemalte Flügelaltar, der nach 1489 entstand.
Hessische Gebietsreform (1970–1977)
Zum 31. Dezember 1970 fusionierten die bis dahin selbständigen Gemeinden Reiskirchen, Hattenrod, Saasen und Winnerod im Zuge der Gebietsreform in Hessen freiwillig zur neuen Großgemeinde Reiskirchen. Für die eingegliederten Gemeinden wurde je ein Ortsbezirk mit Ortsbeirat und Ortsvorsteher eingerichtet.

### Verwaltungsgeschichte im Überblick
Die folgende Liste zeigt die Staaten und Verwaltungseinheiten, denen Hattenrod angehört(e):
- vor 1718: Heiliges Römisches Reich, Grafschaft Solms-Lich, Amt Lich
- ab 1718: Heiliges Römisches Reich, Grafschaft Solms-Hohensolms-Lich, Amt Lich
- ab 1792: Heiliges Römisches Reich, Fürstentum Solms-Hohensolms-Lich, Amt Lich
- ab 1806: Großherzogtum Hessen,[Anm. 2] Oberfürstentum Hessen, Amt Lich (des Fürsten Solms-Hohensolms-Lich)[25]
- ab 1815: Großherzogtum Hessen, Provinz Oberhessen, Amt Lich (des Fürsten Solms-Hohensolms-Lich)[26]
- ab 1820: Großherzogtum Hessen, Provinz Oberhessen, Amt Lich (Patrimonialgericht: Standesherrliches Amt Lich des Fürsten Solms-Hohensolms-Lich)
- ab 1822: Großherzogtum Hessen, Provinz Oberhessen, Landratsbezirk Hungen[27][Anm. 3]
- ab 1837: Großherzogtum Hessen, Provinz Oberhessen, Kreis Grünberg
- ab 1848: Großherzogtum Hessen, Regierungsbezirk Gießen
- ab 1852: Großherzogtum Hessen, Provinz Oberhessen, Kreis Gießen
- ab 1867: Norddeutscher Bund, Großherzogtum Hessen, Provinz Oberhessen, Kreis Gießen
- ab 1871: Deutsches Reich, Großherzogtum Hessen, Provinz Oberhessen, Kreis Gießen
- ab 1918: Deutsches Reich, Volksstaat Hessen, Provinz Oberhessen, Kreis Gießen
- ab 1938: Deutsches Reich, Volksstaat Hessen, Landkreis Gießen[28][Anm. 4]
- ab 1945: Deutsches Reich, Amerikanische Besatzungszone,[Anm. 5] Groß-Hessen, Regierungsbezirk Darmstadt, Landkreis Gießen
- ab 1946: Deutsches Reich, Amerikanische Besatzungszone, Hessen, Regierungsbezirk Darmstadt, Landkreis Gießen
- ab 1949: Bundesrepublik Deutschland, Hessen, Regierungsbezirk Darmstadt, Landkreis Gießen
- ab 1971: Bundesrepublik Deutschland, Hessen, Regierungsbezirk Darmstadt, Landkreis Gießen, Gemeinde Reiskirchen
- ab 1977: Bundesrepublik Deutschland, Hessen, Regierungsbezirk Darmstadt, Lahn-Dill-Kreis, Gemeinde Reiskirchen
- ab 1979: Bundesrepublik Deutschland, Hessen, Regierungsbezirk Darmstadt, Landkreis Gießen, Gemeinde Reiskirchen
- ab 1981: Bundesrepublik Deutschland, Hessen, Regierungsbezirk Gießen, Landkreis Gießen, Gemeinde Reiskirchen

### Gerichtszugehörigkeit seit 1803
In der Landgrafschaft Hessen-Darmstadt wurde mit Ausführungsverordnung vom 9. Dezember 1803 das Gerichtswesen neu organisiert. Für die Provinz Oberhessen wurde das Hofgericht Gießen als Gericht der zweiten Instanz eingerichtet. Die Rechtsprechung der ersten Instanz wurde durch die Ämter bzw. Standesherren vorgenommen und somit war für Hattenrod ab 1806 das „Patrimonialgericht der Fürsten Solms-Hohensolms-Lich“ in Lich zuständig. Mit der Gründung des Großherzogtums Hessen 1806 wurden die Aufgaben der ersten Instanz 1821–1822 im Rahmen der Trennung von Rechtsprechung und Verwaltung auf die neu geschaffenen Land- bzw. Stadtgerichte übertragen. Ab 1822 ließen die Fürsten von Solms-Hohensolms-Lich ihre Rechte am Gericht durch das Großherzogtum Hessen in ihrem Namen ausüben. „Landgericht Lich“ war daher die Bezeichnung für das erstinstanzliche Gericht, das für Hattenrod zuständig war. Erst infolge der Märzrevolution 1848 wurden mit dem „Gesetz über die Verhältnisse der Standesherren und adeligen Gerichtsherren“ vom 15. April 1848 die standesherrlichen Sonderrechte endgültig aufgehoben.
Anlässlich der Einführung des Gerichtsverfassungsgesetzes mit Wirkung vom 1. Oktober 1879, infolge derer die bisherigen großherzoglich hessischen Landgerichte durch Amtsgerichte an gleicher Stelle ersetzt wurden, während die neu geschaffenen Landgerichte nun als Obergerichte fungierten, kam es zur Umbenennung in „Amtsgericht Lich“ und Zuteilung zum Bezirk des Landgerichts Gießen.
Am 1. Juni 1934 wurde das Amtsgericht Lich aufgelöst und Hattenrod dem Amtsgericht Gießen zugeteilt.

## Bevölkerung

### Einwohnerstruktur 2011
Nach den Erhebungen des Zensus 2011 lebten am Stichtag dem 9. Mai 2011 in Hattenrod 582 Einwohner. Darunter waren 12 (2,1 %) Ausländer.
Nach dem Lebensalter waren 96 Einwohner unter 18 Jahren, 240 zwischen 18 und 49, 138 zwischen 50 und 64 und 111 Einwohner waren älter. Die Einwohner lebten in 255 Haushalten. Davon waren 72 Singlehaushalte, 81 Paare ohne Kinder und 75 Paare mit Kindern, sowie 21 Alleinerziehende und 3 Wohngemeinschaften. In 60 Haushalten lebten ausschließlich Senioren und in 174 Haushaltungen lebten keine Senioren.

### Einwohnerentwicklung
| Hattenrod: Einwohnerzahlen von 1830 bis 2019 | Hattenrod: Einwohnerzahlen von 1830 bis 2019 | Hattenrod: Einwohnerzahlen von 1830 bis 2019 | Hattenrod: Einwohnerzahlen von 1830 bis 2019 | Hattenrod: Einwohnerzahlen von 1830 bis 2019 |
| --- | -------------------------------------------- | -------------------------------------------- | -------------------------------------------- | -------------------------------------------- |
| Jahr |                                              |                                              |                                              | Einwohner                                    |
| 1830 | 1830                                         |                                              | 419                                          | 419                                          |
| 1834 | 1834                                         |                                              | 470                                          | 470                                          |
| 1840 | 1840                                         |                                              | 514                                          | 514                                          |
| 1846 | 1846                                         |                                              | 500                                          | 500                                          |
| 1852 | 1852                                         |                                              | 503                                          | 503                                          |
| 1858 | 1858                                         |                                              | 456                                          | 456                                          |
| 1864 | 1864                                         |                                              | 360                                          | 360                                          |
| 1871 | 1871                                         |                                              | 386                                          | 386                                          |
| 1875 | 1875                                         |                                              | 395                                          | 395                                          |
| 1885 | 1885                                         |                                              | 373                                          | 373                                          |
| 1895 | 1895                                         |                                              | 399                                          | 399                                          |
| 1905 | 1905                                         |                                              | 426                                          | 426                                          |
| 1910 | 1910                                         |                                              | 428                                          | 428                                          |
| 1925 | 1925                                         |                                              | 436                                          | 436                                          |
| 1939 | 1939                                         |                                              | 433                                          | 433                                          |
| 1946 | 1946                                         |                                              | 659                                          | 659                                          |
| 1950 | 1950                                         |                                              | 648                                          | 648                                          |
| 1956 | 1956                                         |                                              | 560                                          | 560                                          |
| 1961 | 1961                                         |                                              | 544                                          | 544                                          |
| 1967 | 1967                                         |                                              | 515                                          | 515                                          |
| 1980 | 1980                                         |                                              | ?                                            | ?                                            |
| 1990 | 1990                                         |                                              | ?                                            | ?                                            |
| 2000 | 2000                                         |                                              | ?                                            | ?                                            |
| 2011 | 2011                                         |                                              | 582                                          | 582                                          |
| 2012 | 2012                                         |                                              | 612                                          | 612                                          |
| 2015 | 2015                                         |                                              | 598                                          | 598                                          |
| 2019 | 2019                                         |                                              | 643                                          | 643                                          |
| Datenquelle: Historisches Gemeindeverzeichnis für Hessen: Die Bevölkerung der Gemeinden 1834 bis 1967. Wiesbaden: Hessisches Statistisches Landesamt, 1968. Weitere Quellen: nach 1980: Gemeinde Reiskirchen (HW+NW-Sitze) im Haushaltsplan Vorbericht; Zensus 2011 |                                              |                                              |                                              |                                              |

### Historische Religionszugehörigkeit
| • 1830: | 418 evangelische (= 99,76 %), ein katholischer (= 0,24 %) Einwohner |
| • 1961: | 466 evangelische (= 85,67 %), 75 katholische (= 13,79 %) Einwohner  |

### Historische Erwerbstätigkeit
| • 1961: | Erwerbspersonen: 114 Land- und Forstwirtschaft, 109 Produzierendes Gewerbe, 26 Handel, Verkehr und Nachrichtenübermittlung, 26 Dienstleistungen und Sonstiges. |

## Infrastruktur

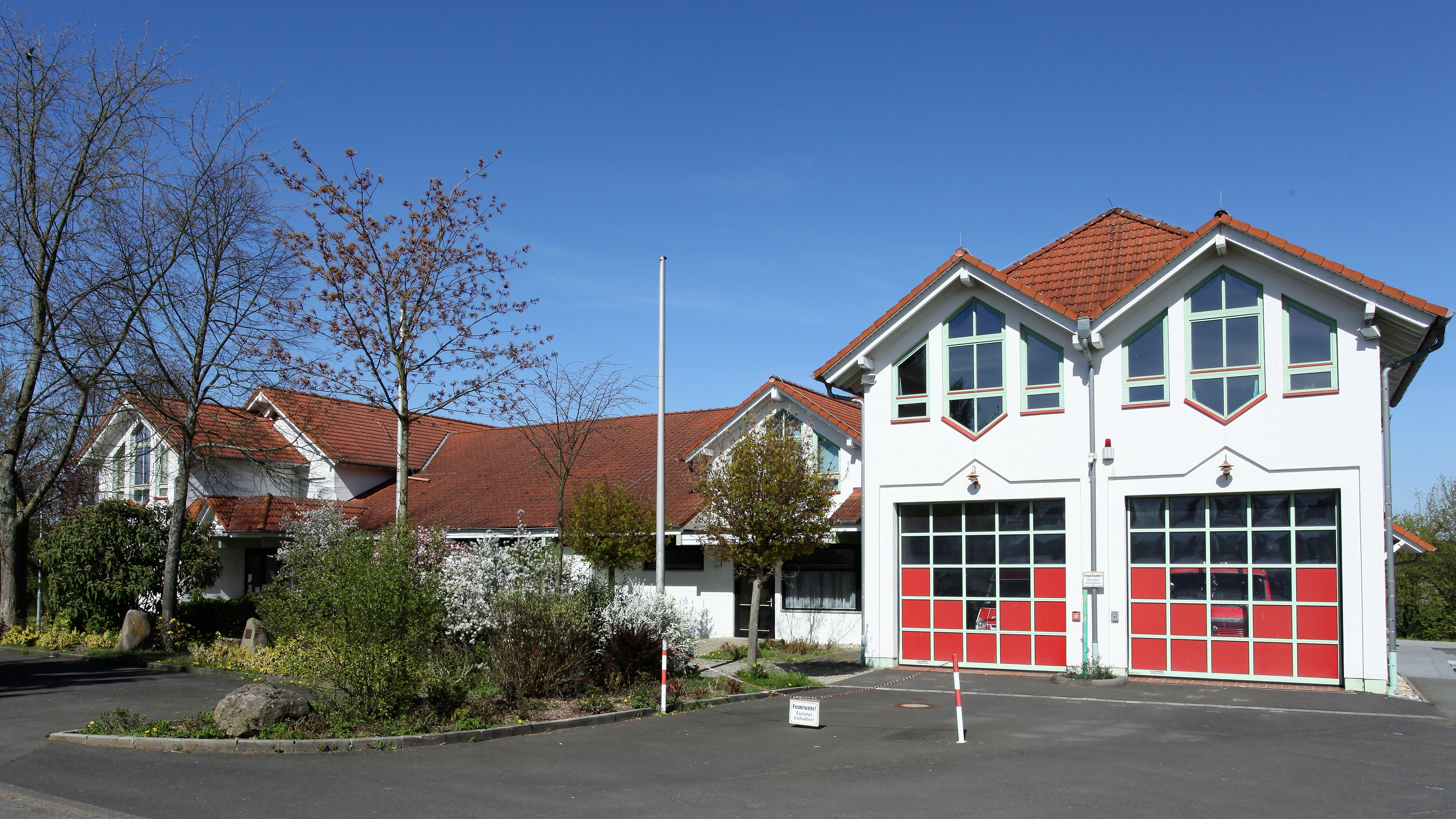
Hattenrod Dorfgemeinschaftshaus und Feuerwehrhaus

Die Freiwillige Feuerwehr Hattenrod sorgt für den abwehrenden Brandschutz und die allgemeine Hilfe in diesem Ort.

## Sehenswürdigkeiten
Naturdenkmäler 
- Dicke Eiche bei Hattenrod mit einem Brusthöhenumfang von 5,95 m (2014).[34]